# 550832 Silvanacopceski
550832 Silvanacopceski è un asteroide della fascia principale. Scoperto nel 2007, presenta un'orbita caratterizzata da un semiasse maggiore pari a 2,579073 UA e da un'eccentricità di 0,098979, inclinata di 5,646407° rispetto all'eclittica.